# Deësis

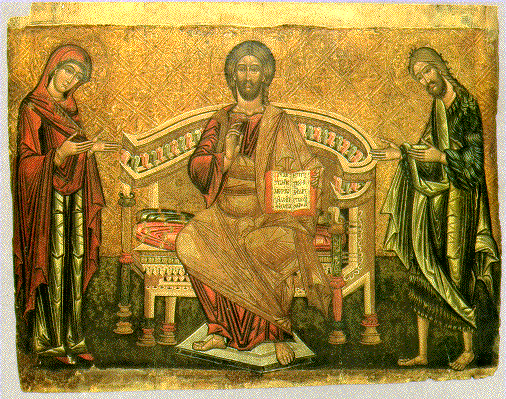
Deësis, Tempera op hout, 1550-1580, 110,8 x 140 cm, Rovne

Een deësis (Grieks: δέησις, gebed, smeekbede of aanbidding) is een christelijke voorstelling van drie figuren die vaak voorkomt in de gebruikelijke iconografie van de oosterse kerken.
De voorstelling toont Christus op een troon als de ultieme rechter. Hij houdt een bijbel, open of gesloten, in de linkerhand. Christus wordt frontaal afgebeeld. Rechts van hem staat Maria, zijn moeder en aan zijn linkerzijde staat Johannes de Doper, zijn voorloper of wegbereider. Beiden staan in de voorspraakhouding: in profiel afgebeeld, lichtjes voorover gebogen en met hun armen en handen in een smekend gebaar. De vorm met drie figuren noemt men de kleine deësis.
Een grote deësis ontstaat door meer voorsprekers toe te voegen. Normaal zijn dat de aartsengelen Gabriël en Michaël, de apostelen Petrus en Paulus en de hoofdliturgen van de oosterse kerk Basilius en Chrysostomus. Het is bovendien niet ongebruikelijk dat plaatselijke heiligen aan de deësis worden toegevoegd, op voorwaarde dat ze bisschop waren. De grote deësis ontstond uit de ontwikkeling van het Byzantijnse templon tot iconostase.
Het vroegst bekende voorbeeld van een deësis stamt uit de 7e eeuw en bevindt zich in de Sta. Maria Antiqua in Rome. Een bekend voorbeeld van een deësis-voorstelling is een mozaïek in de Hagia Sophia in Istanboel.

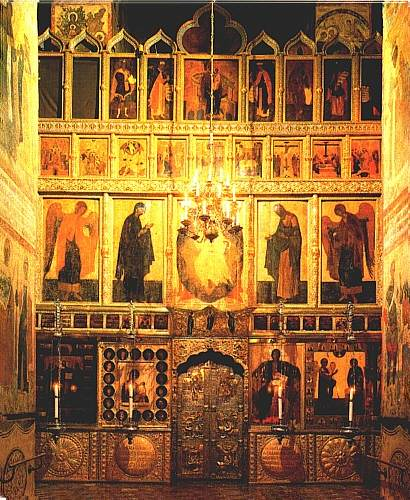
Iconostase in de Verkondigingkathedraal in Moskou; Deësis bestaande uit 5 iconen

Op de iconostase werd de deësis-icoon meestal boven de koningsdeuren geplaatst. De deësis hoeft niet uit één icoon te bestaan. Ze kan op de iconostase worden gevormd door een rij van iconen zoals dat bijvoorbeeld het geval is op de iconostase in de Verkondigingkathedraal in Moskou, waar de grote deësis uit 5 iconen is samengesteld, maar er zijn ook iconostases met 15 panelen. Er zijn uiteraard ook iconen waar een grote deësis op één paneel is afgebeeld.
In de westerse kerk evolueerde de voorstelling van Christus tot de Majestas Domini. De voorstelling van Christus als rechter bij het laatste oordeel toont wel overeenkomsten met de kleine deësis wat betreft de afgebeelde personen, hoewel de typische voorspraakhouding nooit voorkomt en Christus ook vaak alleen of in gezelschap van de aartsengel Michaël wordt afgebeeld, die dan de zielen weegt. In de westerse voorstellingen worden ook meestal de verdoemden en de rechtvaardigen afgebeeld.